# Omid Kordestani
Omid Kordestani , né à Téhéran en 1963, est un consultant senior irano-américain du moteur de recherche Google. Il a été « vice-président senior chargé du développement commercial et industriel à l'international ». Il a aussi été « chargé du développement et de la mise en œuvre du modèle d'entreprise d'origine de Google ». Il a été listé en 2006 parmi les « 100 personnes qui façonnent notre monde » selon le magazine Time. En 2006 et 2007, il a été listé parmi les 400 personnalités américaines les plus riches selon Forbes,.

## Biographie

### Jeunesse et études
Omid Kordestani est né à Téhéran en Iran en 1963. Il  suit une éducation à la fois en farsi et en anglais dans une école catholique italienne à Téhéran,. En 1976 à la mort de son père, mort du cancer, sa mère décide d'émigrer avec lui et son frère aux États-Unis. La famille s'installe à San José. 
Il est diplômé de l'Université d'État de San José (Californie) en 1984  et de la Stanford Graduate School of Business (Californie) en 1991.

### Carrière
Il est directement responsable de la création de sources de revenus pour Google, ainsi que de la gestion quotidienne des équipes commerciales de la société. La société devient rentable sous son impulsion et il génère un chiffre d'affaires important.
Il fut également vice-président du développement et des ventes de Netscape. Le chiffre d'affaires en ligne de la société est passé de 88 millions, en valeur annuelle, à plus de 200 millions de dollars (USD), et ce, en l'espace de 18 mois.
Il a également occupé des postes de responsable dans le marketing, la gestion de produits et le développement de l'entreprise chez The 3DO Company, Go Corporation et Hewlett-Packard.